# Aldo Cornejo
Aldo Vicente Cornejo González (Curicó, 19 de abril de 1955) es un político y abogado chileno. Ha sido diputado de la República, entre 1990 y 2002 y 2010 y 2018, y alcalde de Valparaíso, entre 2004 y 2008.

## Biografía
Sus estudios secundarios los realiza en los Hermanos Maristas de Curicó y el Liceo de Hombres de Curicó, donde fue elegido Presidente de la Federación de Estudiantes Secundarios.
Realizó sus estudios universitarios en la Facultad de Derecho de la Pontificia Universidad Católica de Valparaíso, donde se titula de abogado y licenciado en Ciencias Jurídicas y Sociales en 1983.
Casado con Tania Bertoglio, padre de cuatro hijos, uno de ellos ya fallecido.

## Carrera política
Se incorpora al Partido Demócrata Cristiano durante su época universitaria en 1970. Una vez terminados sus estudios superiores, asume la presidencia de la Agrupación de Profesionales de la Democracia Cristiana de Valparaíso en 1984, y luego es electo como Presidente Provincial en 1985. Asumió como secretario del Comando del No en Valparaíso para el plebiscito de 1988. Ese mismo año fue elegido delegado a la Junta Nacional de su partido.
Tras el retorno a la democracia, y en las primeras elecciones libres, realizadas en diciembre de 1989, fue elegido diputado para el período 1990-1994 en representación del distrito N.° 13, que abarcaba las comunas de Valparaíso, Isla de Pascua y Juan Fernández de la Región de Valparaíso, convirtiéndose en uno de los diputados con más alta votación en todo el país. Fue reelecto en los comicios de 1993 y 1997, cumpliendo tres periodos en la Cámara.
En el año 2004 es elegido alcalde de Valparaíso para suceder a Hernán Pinto, por un período de cuatro años. En 2008 se presenta a la reelección, siendo derrotado por el concejal UDI Jorge Castro Muñoz.
Al año siguiente se presenta a la elección como diputado por el mismo Distrito 13, siendo elegido y asumiendo el 11 de marzo de 2010. Fue reelegido en las elecciones parlamentarias de 2013 para el periodo de 2014-2018.

## Historial electoral

### Elecciones parlamentarias de 1989
- Elecciones parlamentarias de 1989 a Diputado por el distrito 13 (Valparaíso, Isla de Pascua y Juan Fernández) [4]

### Elecciones parlamentarias de 1993
- Elecciones parlamentarias de 1993 a Diputado por el distrito 13 (Valparaíso, Isla de Pascua y Juan Fernández) [5]

### Elecciones parlamentarias de 1997
- Elecciones parlamentarias de 1997 a Diputado por el distrito 13 (Valparaíso, Isla de Pascua y Juan Fernández) [6]

### Elecciones parlamentarias de 2001
- Elecciones parlamentarias de 2001 a Senador por la Circunscripción 6, Quinta Costa (Algarrobo, Cartagena, Casablanca, Concón, El Quisco, El Tabo, Isla de Pascua, Juan Fernández, San Antonio, Santo Domingo, Valparaíso, Viña del Mar)[7]

### Elecciones municipales de 2004
- Elecciones municipales de 2004, para la alcaldía de Valparaíso [8]

### Elecciones municipales de 2008
- Elecciones municipales de 2008, para la alcaldía de Valparaíso[9]

### Elecciones parlamentarias de 2009
- Elecciones parlamentarias de 2009 a Diputado por el distrito 13 (Valparaíso, Isla de Pascua y Juan Fernández) [10]

### Elecciones parlamentarias de 2013
- Elecciones parlamentarias de 2013 a Diputado por el distrito 13 (Valparaíso, Isla de Pascua y Juan Fernández) [11]

### Elecciones parlamentarias de 2017
- Elecciones parlamentarias de 2017 para senador por la 6.ª Circunscripción (Región de Valparaíso)[12]